# Nordsiebenbürgisch
Nordsiebenbürgisch ist eine hochdeutsche Sprachvarietät, die im Norden der Region Siebenbürgen in Rumänien gesprochen wird beziehungsweise wurde. Sie gehört zum Siebenbürgisch-Sächsischen und umfasst die Dialekte des Nösnerlands und des Reener Ländchens.
Nordsiebenbürgisch ist eine mittelfränkisch-linksrheinische Mundart, die deutliche ostmitteldeutsche und bairische Einschläge aufweist. Sie wird im Nordsiebenbürgisch-Sächsischen Wörterbuch erfasst, welches überdies die nordsiebenbürgische Kultur dokumentiert.